# Pietro Castelli
Pietro Castelli (Roma, 1570 circa – Messina, 1661 (circa)) è stato un botanico e medico italiano, noto per essere stato il fondatore dell'Orto botanico di Messina.

## Biografia
Non sono noti dati certi sulla biografia di Pietro Castelli prima della sua chiamata all'università di Messina. 
Medico, fu discepolo di Andrea Cesalpino allo Studio romano. Si sarebbe laureato nel 1617. Professore all'università di Roma dal 1597, diresse l'orto dei semplici, cioè l'orto delle piante medicinali ("semplici") agli Orti Farnesiani. Frutto di questa esperienza sarebbe l'opera Hortus Farnesianus, firmata tuttavia da Tobia Aldini, un nominativo che secondo il Tiraboschi e il Melzi sarebbe uno pseudonimo del Castelli.
Nel 1631 si trasferì nello studio messinese e nella città dello stretto si adoperò perché fosse allestito un orto dei semplici, struttura indispensabile per la preparazione farmaci. La proposta venne accettata dal senato accademico e nel 1640 Castelli poté pubblicare il trattato Hortus Messanensis, dedicato al cardinale Francesco Barberini, coi tipi dell'editore Giovan Francesco Bianco; in questo trattato Pietro Castelli descriveva l'orto botanico e le finalità. Dopo la morte del Castelli alla direzione dell'orto messinese successe Marcello Malpighi.
In vita Pietro Castelli fu creato nobile dalla città di Messina. Dopo la morte gli è stato dedicato l'orto Botanico "Pietro Castelli" di Messina.

## Opere
- Della durazione de' medicamenti tanti semplici che composti, Roma 1621
- Aepistolae de helleboro. Romae, 1622
- Theatrum Florae in qua ex toto orbe selecti Flores proferuntur, Parisiis, 1622
- Exactissima descriptio rariorum quarundam plantarum quae continentur Romae in horto Farnesiano: Tobia Aldino Cesenate auctore illustr.mi ... Odoardi Farnesii medico chimico et eiusdem Horti praefecto. Romae: typis Iacobi Mascardi, 1625
- De smilaci aspera botanico-physica sententia, Messina 1632.
- Memoriale per lo spetiale romano. Nel quale si pone il tempo in Roma consueto, di raccogliere, e seccare le radici, l'erbe, i fiori, i frutti, & i semi necessarij per le spetiarie. E si ricorda anco il tempo di componere, e preparare molti medicamenti vsuali. Di Pietro Castelli medico romano, già lettore de semplici nello Studio di Roma. Messina: appresso la vedoua di Gio. Francesco Bianco stampatore camerale, 1638
- Relatio de qualitatibus frumenti cujusdam Messanam delati, Neapoli, 1638
- Antidotario romano latino, e volgare. Tradotto da Ippolito Ceccarelli. Li ragionamenti, e le aggiunte dell'elettione de'semplici, e pratica delle compositioni. Con le annotationi del sig. Pietro Castelli romano. E trattati della teriaca romana, e della teriaca egittia. E nuoua aggiunta di molte ricette ultimamente publicate dal Collegio de'medici di Roma. Dedicato all'illustrissimo, e reuerendissimo monsignor Fausto Poli, arciuescouo d'Amasia, e maggiordomo di N. S. Vrbano ottauo, Roma: appresso Pietro Antonio Facciotti: ad instanza di Pompilio Totti libraro in piazza Nauona, 1639 (In Roma: appresso Pietro Antonio Facciotti: ad instanza di Pompilio Totti libraro in Nauona, 1639
- Petri Castelli Romani nobilis Messanensis philosophi, et medici, Hortus Messanensis, Messanae: typis vidue Ioannis Francisci Bianco, 1640
- D. Petri Castelli Romani medici philosophi, De abusu exhibitionis medicamenti purgantis in octauo die. Tractatus scitu necessarius pro salute aegrotantium. - Messanae: ex typographia illustrissimi Senatus: apud Paulum Bonacota, 1659 (Messanae: ex tipographya illustrissimi Senatus: apud Paulum Bonacota, 1659).
- De hyaena odorifera exetasis Petri Castelli, Romani: figuris aeneis adornata, Editio nova auctior. Francofurti: apud Hermannum a Sande, 1668
- De insectis, opera in due tomi, rimane inedita[4].